# Lijst van voetbalinterlands Burundi - Gabon
Deze lijst van voetbalinterlands is een overzicht van alle officiële voetbalwedstrijden tussen de nationale teams van Burundi en Gabon. De landen hebben tot op heden acht keer tegen elkaar gespeeld. De eerste wedstrijd, een wedstrijd tijdens de Centraal-Afrikaanse Spelen 1976, vond plaats op 7 juli 1976 in Libreville. Het laatste duel, een kwalificatiewedstrijd voor het Wereldkampioenschap voetbal 2026, werd gespeeld in Dar es Salaam (Tanzania) op 19 november 2023.

## Wedstrijden
| № | Plaats        | Datum            | Competitie                           | Wedstrijd       | Uitslag |
| - | ------------- | ---------------- | ------------------------------------ | --------------- | ------- |
| 1 | Libreville    | 7 december 1976  | Centraal-Afrikaanse Spelen 1976      | Gabon − Burundi | 4 − 1   |
| 2 | Libreville    | 21 juli 1992     | Vriendschappelijk                    | Gabon − Burundi | 0 − 1   |
| 3 | Bujumbura     | 12 oktober 2003  | WK 2006 kwalificatie                 | Burundi − Gabon | 0 − 0   |
| 4 | Libreville    | 15 november 2003 | WK 2006 kwalificatie                 | Gabon − Burundi | 4 − 1   |
| 5 | Polokwane     | 14 januari 2014  | African Championship of Nations 2014 | Gabon − Burundi | 0 − 0   |
| 6 | Libreville    | 8 september 2018 | Afrika Cup 2019 kwalificatie         | Gabon − Burundi | 1 − 1   |
| 7 | Bujumbura     | 23 maart 2019    | Afrika Cup 2019 kwalificatie         | Burundi − Gabon | 1 − 1   |
| 8 | Dar es Salaam | 19 november 2023 | WK 2026 kwalificatie                 | Burundi − Gabon | 1 − 2   |

## Samenvatting
| Competitie                      | Totaal gespeeld | Winst Burundi | Gelijk | Winst Gabon | Doelsaldo Burundi – Gabon |
| ------------------------------- | --------------- | ------------- | ------ | ----------- | ------------------------- |
| WK-kwalificatie                 | 3               | 0             | 1      | 2           | 2 − 6                     |
| Afrika Cup-kwalificatie         | 2               | 0             | 2      | 0           | 2 − 2                     |
| African Championship of Nations | 1               | 0             | 1      | 0           | 0 − 0                     |
| Centraal-Afrikaanse Spelen      | 1               | 0             | 0      | 1           | 1 − 4                     |
| Vriendschappelijk               | 1               | 1             | 0      | 0           | 1 − 0                     |
| Totaal                          | 8               | 1             | 4      | 3           | 6 − 12                    |

Wedstrijden bepaald door strafschoppen worden, in lijn met de FIFA, als een gelijkspel gerekend.
FFB · Burundees vrouwenelftal · Olympisch elftal
Interlands
Tegenstander:
Algerije ·
Angola ·
Bahrein ·
Bangladesh ·
Benin ·
Botswana ·
Burkina Faso ·
Centraal-Afrikaanse Republiek ·
Comoren ·
Congo-Brazzaville ·
Congo-Kinshasa ·
Djibouti ·
Egypte ·
Eritrea ·
Ethiopië ·
Gabon ·
Gambia ·
Ghana ·
Guinee ·
Indonesië ·
Ivoorkust ·
Kameroen ·
Kenia ·
Lesotho ·
Liberia ·
Madagaskar ·
Malawi ·
Mali ·
Marokko ·
Mauritanië ·
Mauritius ·
Myanmar ·
Namibië ·
Niger ·
Nigeria ·
Oeganda ·
Palestina ·
Rwanda ·
Senegal ·
Seychellen ·
Sierra Leone ·
Soedan ·
Somalië ·
Tanzania ·
Tunesië ·
Zambia ·
Zimbabwe ·
Zuid-Afrika ·
Zuid-Soedan
FGF · A-internationals · Selecties · Bondscoaches · Olympisch elftal · Gabonees vrouwenelftal
1960 – 1969 ·
1970 – 1979 ·
1980 – 1989 ·
1990 – 1999 ·
2000 – 2009 ·
2010 – 2019 ·
2020 − 2029
1960 · 
1961 · 
1962 · 
1963 · 
1964 ·
1965 · 
1966 · 
1967 · 
1968 ·
1969 · 
1970 · 
1971 · 
1972 · 
1973 ·
1974 ·
1975 ·
1976 · 
1977 · 
1978 · 
1979 · 
1980 · 
1981 · 
1982 · 
1983 · 
1984 · 
1985 · 
1986 · 
1987 · 
1988 · 
1989 · 
1990 · 
1991 · 
1992 · 
1993 · 
1994 · 
1995 · 
1996 · 
1997 · 
1998 · 
1999 · 
2000 · 
2001 · 
2002 · 
2003 · 
2004 · 
2005 · 
2006 · 
2007 · 
2008 · 
2009 · 
2010 · 
2011 · 
2012 · 
2013 · 
2014 ·
2015 ·
2016 ·
2017 ·
2018 ·
2019 ·
2020 ·
2021 ·
2022 ·
2023
Algerije ·
Andorra ·
Angola ·
België ·
Benin ·
Botswana ·
Brazilië ·
Burkina Faso ·
Burundi ·
Centraal-Afrikaanse Republiek ·
Comoren ·
Congo-Brazzaville ·
Congo-Kinshasa ·
Egypte ·
Equatoriaal-Guinea ·
Gambia ·
Ghana ·
Guinee ·
Guinee-Bissau ·
Ivoorkust ·
Kaapverdië ·
Kameroen ·
Kenia ·
Lesotho ·
Libanon ·
Liberia ·
Libië ·
Madagaskar ·
Malawi ·
Mali ·
Malta ·
Marokko ·
Mauritanië ·
Mauritius ·
Mozambique ·
Namibië ·
Niger ·
Nigeria ·
Oeganda ·
Oman ·
Portugal ·
Rwanda ·
Sao Tomé en Principe ·
Saoedi-Arabië ·
Senegal ·
Seychellen ·
Sierra Leone ·
Soedan ·
Swaziland ·
Tanzania ·
Thailand ·
Togo ·
Tsjaad ·
Tunesië ·
Verenigde Arabische Emiraten ·
Wit-Rusland ·
Zambia ·
Zimbabwe ·
Zuid-Afrika ·
Zuid-Soedan